# Siersthal
Siersthal là một xã trong vùng Grand Est, thuộc tỉnh Moselle, quận Sarreguemines, tổng Rohrbach-lès-Bitche. Tọa độ địa lý của xã là 49° 02' vĩ độ bắc, 07° 20' kinh độ đông. Siersthal nằm trên độ cao trung bình là 258 mét trên mực nước biển, có điểm thấp nhất là 215 mét và điểm cao nhất là 403 mét. Xã có diện tích 10,51 km², dân số vào thời điểm 1999 là 694 người; mật độ dân số là 66 người/km².

## Thông tin nhân khẩu
| 1962 | 1968 | 1975 | 1982 | 1990 | 1999 |
| ---- | ---- | ---- | ---- | ---- | ---- |
| 578  | 591  | 592  | 656  | 673  | 694  |